# I-83
I-83 (Interstate 83) — межштатная автомагистраль на востоке Соединённых Штатов Америки. Общая протяжённость — 85,3 мили (137,3 км). Проходит по территории двух штатов.

## Маршрут магистрали
| Штат  | миль | км    |
| ----- | ---- | ----- |
| MD    | 34,5 | 55,5  |
| PA    | 50,8 | 81,8  |
| Всего | 85,3 | 137,3 |

### Мэриленд
Южный конец автомагистрали I-83 располагается в центре города Балтимор, на пересечении Fayette Street и Presidents Street. Отсюда магистраль направляется в северные пригороды Балтимора. Затем I-83 соединяется с I-695 — «Кольцом имени МакКелдина», окружающим Балтимор. На протяжении 2,3 км магистрали соединены, затем I-83 отходит на север штата. Через 40 км после выезда из Балтимора I-83 пересекает границу Мэриленда и Пенсильвании.

### Пенсильвания
Первый крупный город, через который проходит I-83 в Пенсильвании — Йорк. Здесь магистраль пересекает US 30. Затем I-83 двигается в сторону столицы штата, города Гаррисберг. К югу от Гаррисберга Interstate 83 пересекает Interstate 76 — основную автомагистраль, пересекающую Пенсильванию с запада на восток. Северный конец I-83 располагается на пересечении с I-81.

## Основные развязки
- US 1, Балтимор, Мэриленд
- I-695 (Мэриленд)[англ.] / MD 25, округ Балтимор, Мэриленд
- US 30, округ Йорк, Пенсильвания
- I-76, округ Йорк, Пенсильвания
- PA 581, округ Камберленд, Пенсильвания
- I-283 / US 322, округ Дофин, Пенсильвания
- US 22, округ Дофин, Пенсильвания

## Вспомогательные магистрали
- I-283, Гаррисберг